# Jules Anneessens
Jules Anneessens (Geraardsbergen, 15 november 1876 - Menen, 3 augustus 1956) was een lid van de Belgische familie van orgelbouwers Anneessens.

## Levensloop
Hij was de derde zoon van Charles Anneessens. Oorspronkelijk richtte hij zich voornamelijk op de buitenlandse markt. De bouw van een orgel in Rome leverde hem de eretitel op van 'Leverancier van de Paus'.
Tijdens de Eerste Wereldoorlog sloot hij zijn atelier in Menen en verhuisde naar Tildonk. Na de oorlog naar zijn vernielde atelier teruggekeerd, werkte hij vooral aan bescheiden projecten, voornamelijk het bouwen van kleine orgels voor de heropgebouwde kerken in de Westhoek.

## Werklijst orgels
Een selectie van enkele instrumenten:
- 1900: kerk van Santa Maria Maggiore, Sforza kapel Rome
- 1908: Chiesa Pontificia di San Gioacchino - Prati di Castello - Roma
- 1910: kerk van Santo Amaro da Imperatriz, Brazilië
- 1910: Pittem, Onze-Lieve-Vrouwekerk
- 1911: Menen, Sint-Jozefkerk
- 1912: Brugge, Basiliek van het Heilig Bloed
- 1921: Sint-Janskerk (Poperinge)
- 1923: kerk van Sint Vedastus, Menen
- 1925: Sint-Medarduskerk (Wervik)
- 1925: kerk van Onze-Lieve-Vrouwbasiliek, Dadizele
- 1925: Sint-Eligiuskerk (Westouter)
- 1927: Sint-Leonarduskerk (Zuidschote)
- 1928: Wevelgem, Sint-Martinus- en Sint-Christoffelkerk
- 1928: Moorsele, Sint-Martinus- en Sint-Christoffelkerk
- 1930: Le Bizet (Henegouwen), Sint-Andreaskerk
- 1930: Bissegem, Sint-Audomaruskerk
- 1930: Orgel in de St. Annakerk in Breda, in 2002 verhuisd naar de St. Urbanuskerk in Bovenkerk[2]
- 1931: Galerijorgel in de Kerk van Onze-Lieve-Vrouw Onbevlekt Ontvangen in Anderlecht[3]
- 1931: orgel in de Sint-Martinuskathedraal in Ieper
- 1936: Oostende, Sint-Jozefskerk, drie klavieren, ombouw van het Kerkhofforgel uit 1901
- 1936: postromantiek doksaalorgel in de Heilig Kruiskerk in Elsene[4]
- 1936: College Oudenaarde
- 1936: Sint-Bavokerk (Westrozebeke)
- 1938: Sint-Mauruskerk Elsegem (Wortegem-Petegem): nieuw orgel met behoud van een 17de-eeuws orgelfront
- 1938: Christus-Koningkerk (Brugge)
- 1942: Sint-Vedastuskerk Nederename
- 1943: Sint-Eligiuskerk (Eine) (Oudenaarde): nieuw orgel met behoud van een 17de-eeuws orgelfront

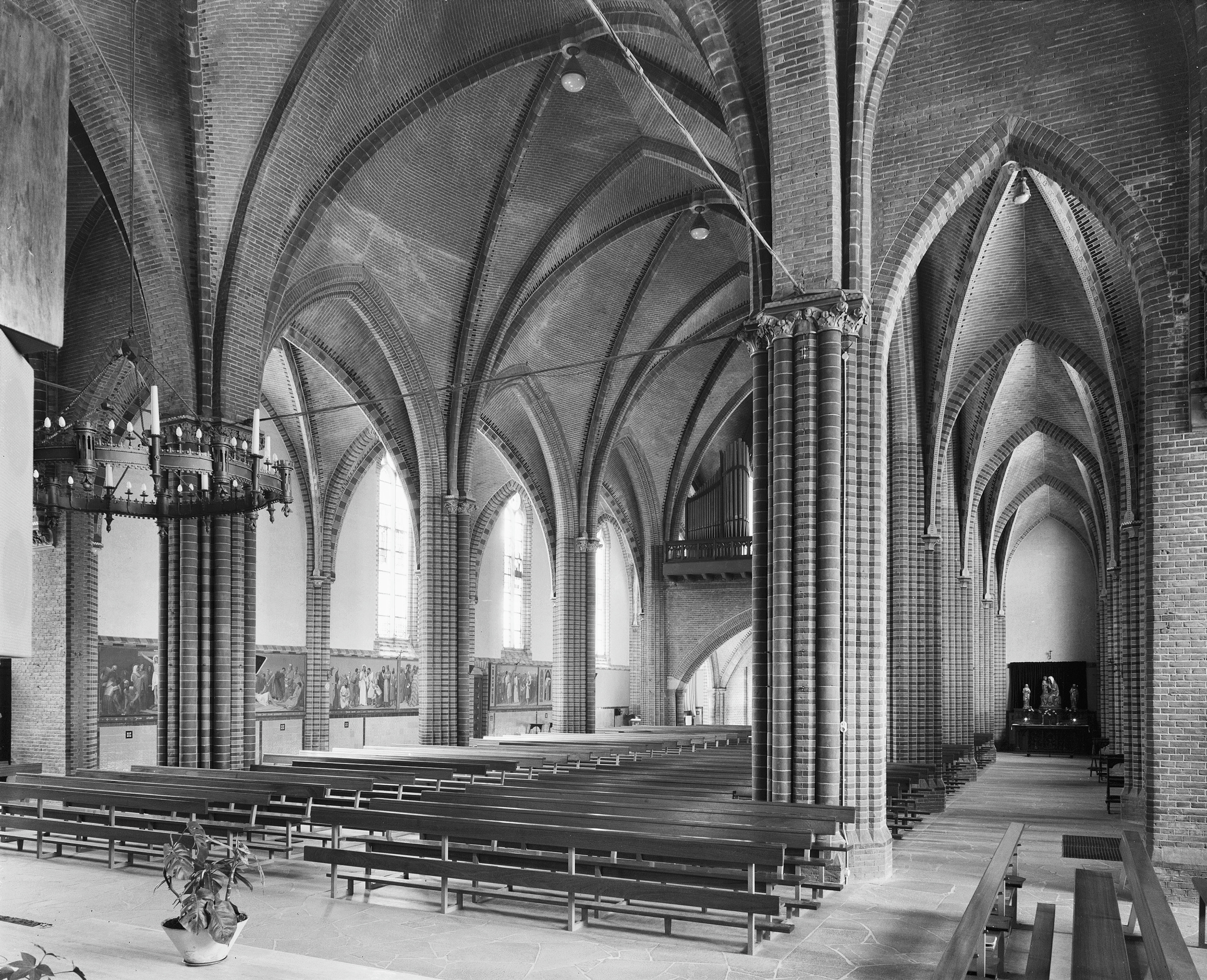
Bovenkerk
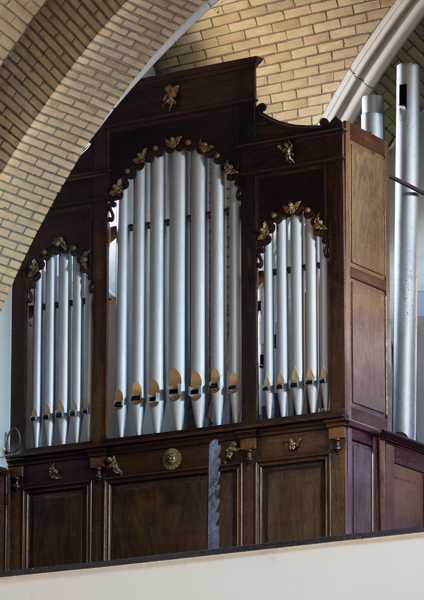
Nederename
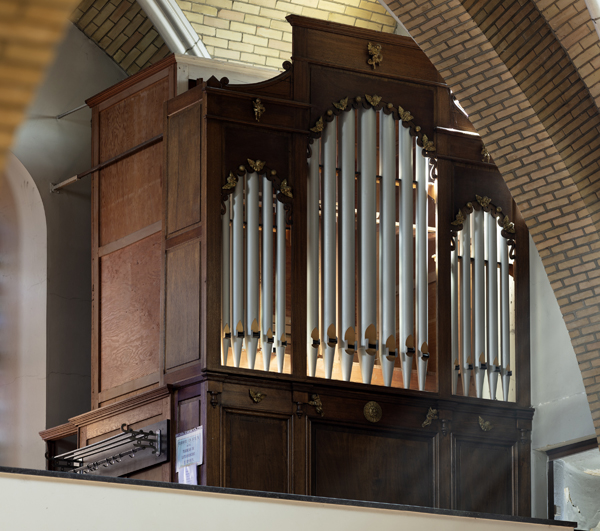
Nederename
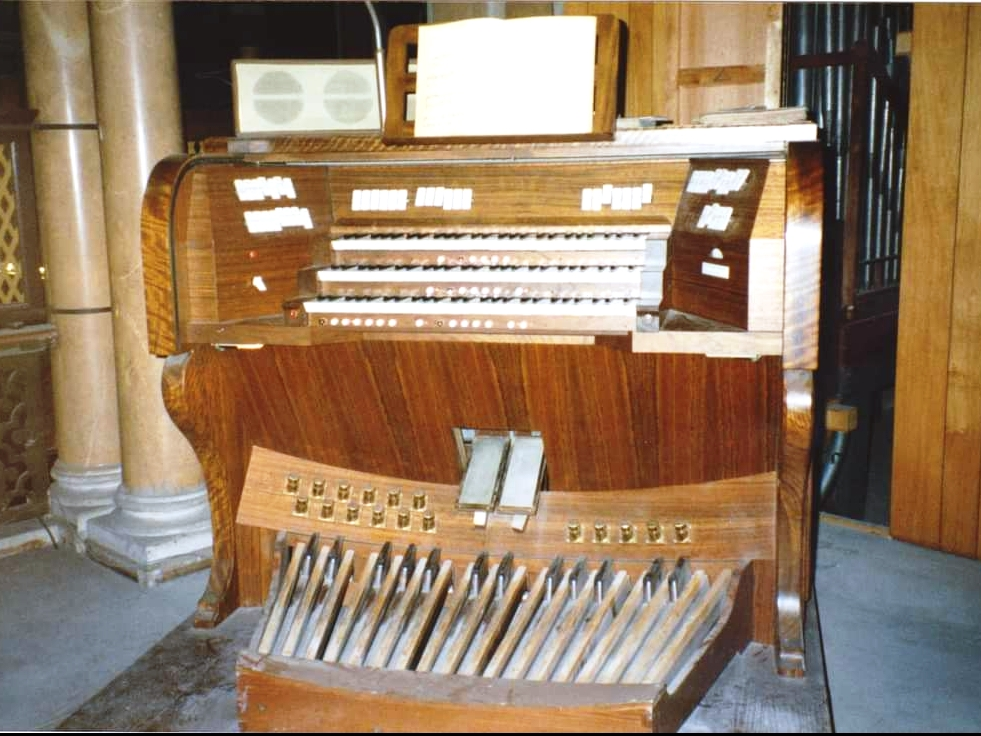
Rome